# Ronda de play-offs de la clasificación para la Copa Asiática 2019
La Ronda de play-offs de la Clasificación para la Copa Asiática 2019 fue una etapa intermedia entre la segunda y la tercera ronda del torneo clasificatorio para la Copa Asiática 2019. Esta ronda fue introducida con el fin determinar a los últimos ocho clasificados a la tercera ronda y se desarrollará dividida en dos instancias: Ronda de play-off I y Ronda de play-off II.
Los partidos de la ronda de play-off I se llevaron a cabo el 2 y 7 de junio de 2016 y los de la ronda de play-off II el 6 de septiembre y 11 de octubre de 2016.

## Equipos participantes
En la ronda de play-offs participan 11 selecciones procedentes de la segunda ronda, estas son las 7 que se ubicaron en el último lugar de cada grupo (excepto el grupo F que solo estuvo conformado por 4 equipos) y las 4 selecciones peor ubicadas en la tabla de cuartos lugares, es decir, toman parte en la ronda de play-offs las selecciones que se ubicaron desde el puesto 29 al 39 en la clasificación general de la segunda ronda.
En un principio iban a ser 12 las selecciones participantes en los play-offs pero se redujo a once por la descalificación de Indonesia por la FIFA.

### Tabla de posiciones de los cuartos lugares y reclasificación de los últimos lugares
Para elaborar la tabla de los cuartos lugares los resultados que estos equipos obtuvieron contra el último clasificado de su respectivo grupo fueron descartados con el objetivo de equiparar el número de partidos jugados por el cuarto del grupo F el cual estuvo conformado solo por 4 equipos.
Las selecciones fueron ordenadas bajo los siguientes criterios:
- Puntos obtenidos.
- Mejor diferencia de goles.
- Mayor cantidad de goles marcados.
- Un partido definitorio entre los equipos en cuestión.

La tabla de últimos lugares de elaboró bajo los mismos criterios anteriores pero con los ocho partidos jugados por las selecciones.
A continuación se muestran ambas tablas con la numeración que indica la posición final que obtuvo cada equipo en la segunda ronda.
     – Clasificados a la Tercera ronda.
     – Clasificados a la Ronda de play-offs.
| Selección         | Gr. | Pts. | PJ | PG | PE | PP | GF | GC | Dif |
| ----------------- | --- | ---- | -- | -- | -- | -- | -- | -- | --- |
| 25.º Guam         | D   | 4    | 6  | 1  | 1  | 4  | 1  | 14 | -13 |
| 26.º Birmania     | G   | 4    | 6  | 1  | 1  | 4  | 4  | 18 | -14 |
| 27.º Baréin       | H   | 3    | 6  | 1  | 0  | 5  | 3  | 10 | -7  |
| 28.º Afganistán   | E   | 3    | 6  | 1  | 0  | 5  | 4  | 24 | -21 |
| 29.º Tayikistán   | B   | 1    | 6  | 0  | 1  | 5  | 3  | 19 | -16 |
| 30.º China Taipéi | F   | 0    | 6  | 0  | 0  | 6  | 5  | 19 | -14 |
| 31.º Maldivas     | C   | 0    | 6  | 0  | 0  | 6  | 0  | 15 | -15 |
| 32.º Malasia      | A   | 0    | 6  | 0  | 0  | 6  | 1  | 29 | -28 |

| Selección           | Gr. | Pts. | PJ | PG | PE | PP | GF | GC | Dif |
| ------------------- | --- | ---- | -- | -- | -- | -- | -- | -- | --- |
| 33.º Laos           | G   | 4    | 8  | 1  | 1  | 6  | 6  | 29 | -23 |
| 34.º India          | D   | 3    | 8  | 1  | 0  | 7  | 5  | 18 | -13 |
| 35.º Yemen          | H   | 3    | 8  | 1  | 0  | 7  | 2  | 17 | -15 |
| 36.º Timor Oriental | A   | 2    | 8  | 0  | 2  | 6  | 2  | 36 | -34 |
| 37.º Bangladés      | B   | 1    | 8  | 0  | 1  | 7  | 2  | 32 | -30 |
| 38.º Camboya        | E   | 0    | 8  | 0  | 0  | 8  | 1  | 27 | -26 |
| 39.º Bután          | C   | 0    | 8  | 0  | 0  | 8  | 5  | 52 | -47 |

### Sorteo
El sorteo se llevó a cabo el 7 de abril de 2016 en la Casa de la AFC con sede en Kuala Lumpur, Malasia. Diez de las 11 selecciones involucradas fueron distribuidas en dos bombos sobre la base de la ubicación general que obtuvieron en la segunda ronda, las cinco mejores fueron asignadas al bombo 1 y las cinco restantes al bombo 2, estos 10 equipos conformaron la ronda de play-offs I. Bután, la selección con el peor rendimiento de la segunda ronda, fue asignada a un tercer bombo junto a los cinco perdedores de la ronda de play-offs I, estos 6 equipos conformaron la ronda de play-offs II.
La numeración corresponde a la ubicación general que cada selección ocupó en la segunda ronda y que fue utilizada en la asignación de los equipos en los bombos.
| Ronda de play-off I                                               | Ronda de play-off I                                              | Ronda de play-off II |
| Bombo 1                                                           | Bombo 2                                                          | Bombo 3 |
| ----------------------------------------------------------------- | ---------------------------------------------------------------- | --- |
| 29. Tayikistán 30. China Taipéi 31. Maldivas 32. Malasia 33. Laos | 34. India 35. Yemen 36. Timor Oriental 37. Bangladés 38. Camboya | 39. Bután Perdedor de la serie 1 de la Ronda de play-off I Perdedor de la serie 2 de la Ronda de play-off I Perdedor de la serie 3 de la Ronda de play-off I Perdedor de la serie 4 de la Ronda de play-off I Perdedor de la serie 5 de la Ronda de play-off I |

El procedimiento del sorteo fue el siguiente:
- En primer lugar se sortearon las cinco series de la ronda de play-off I.
  - Una bolilla del bombo uno y otra del bombo dos fueron sorteadas para formar la primera serie.
  - La misma mecánica anterior se repitió hasta formar las cuatro series restantes.
  - Se determinó que los equipos del bombo 1 ejerzan la localía en los partidos de ida y los equipos del bombo 2 hagan lo propio en los partidos de vuelta.
- Luego fueron sorteadas las tres series de la ronda de play-off II.
  - Dos bolillas se extrajeron del bombo 3 para formar la primera serie.
  - La misma mecánica anterior se repitió hasta formar las dos series restantes.
  - En cada serie se determinó que el equipo en la primera bolilla extraída ejerza de local en el partido de ida y el segundo equipo hagan lo propio en el partido de vuelta.

De esta manera quedaron conformados los enfrentamientos de la ronda de play-off I y la ronda de play-off II.
La presentación de la ceremonia estuvo a cargo de Kyung-Hyun Kim, ejecutiva de la AFC, mientras que la conducción del sorteo recayó sobre el director de competencias de la AFC, Avazbek Berdikulor.

## Resultados
- Las horas indicadas corresponden al huso horario local de la ciudad sede de cada partido.

### Ronda de play-off I
| Fechas                  | Local ida    | Resultado global | Local vuelta   | Ida   | Vuelta |
| ----------------------- | ------------ | ---------------- | -------------- | ----- | ------ |
| 2 de junio - 7 de junio | China Taipéi | 2 – 4            | Camboya        | 2 - 2 | 0 - 2  |
| 2 de junio - 7 de junio | Maldivas     | 0 – 4            | Yemen          | 0 - 2 | 0 - 2  |
| 2 de junio - 7 de junio | Tayikistán   | 6 – 0            | Bangladés      | 5 - 0 | 1 - 0  |
| 2 de junio - 6 de junio | Malasia      | 6 – 0            | Timor Oriental | 3 - 0 | 3 - 0  |
| 2 de junio - 7 de junio | Laos         | 1 – 7            | India          | 0 - 1 | 1 - 6  |

#### China Taipéi - Camboya
| 2 de junio de 2016, 19:00 UTC+8   | China Taipéi                         | 2:2 (2:2) | Camboya                   | Estadio Nacional de Kaohsiung, Kaohsiung                  |                                                           |
|                                   | Huang Wei-Min 6' · Chen Po-Liang 22' | Reporte   | Sokpheng 8' · Chhoeun 32' | Asistencia: 3564 espectadores Árbitro(s): Banerjee Pranja | Asistencia: 3564 espectadores Árbitro(s): Banerjee Pranja |
| Jugador del partido: Pa Wen-Chieh |                                      |           |                           |                                                           |                                                           |

| 7 de junio de 2016, 19:00 UTC+7     | Camboya                          | 2:0 (1:0) | China Taipéi | Estadio Olímpico de Nom Pen, Nom Pen                           |                                                                |
|                                     | Pheng 11' · Mony Udom 60' (pen.) | Reporte   |              | Asistencia: 50 000 espectadores Árbitro(s): Ahmed Faisal Alali | Asistencia: 50 000 espectadores Árbitro(s): Ahmed Faisal Alali |
| Jugador del partido: Chan Vathanaka |                                  |           |              |                                                                |                                                                |

Camboya avanzó a la tercera ronda luego de ganar la serie con un marcador global de 4-2. China Taipéi pasa a disputar la ronda de play-off II.

#### Maldivas - Yemen
| 2 de junio de 2016, 21:00 UTC+5    | Maldivas | 0:2 (0:1) | Yemen                       | Estadio Nacional de Fútbol de Maldivas, Malé           |                                                        |
|                                    |          | Reporte   | Al-Hagri 31' · Al-Wrafi 80' | Asistencia: 2600 espectadores Árbitro(s): Kim Dae-Yong | Asistencia: 2600 espectadores Árbitro(s): Kim Dae-Yong |
| Jugador del partido: Imran Mohamed |          |           |                             |                                                        |                                                        |

| 7 de junio de 2016, 22:00 UTC+3           | Yemen                          | 2:0 (1:0) | Maldivas | Estadio Grand Hamad, Doha (Catar)                         |                                                           |
|                                           | Al-Matari 24' · Ali 54' (a.g.) | Reporte   |          | Asistencia: 200 espectadores Árbitro(s): Sivakorn Pu-udom | Asistencia: 200 espectadores Árbitro(s): Sivakorn Pu-udom |
| Jugador del partido: Abdulwasea Al-Matari |                                |           |          |                                                           |                                                           |

Yemen avanzó a la tercera ronda luego de ganar la serie con un marcador global de 4-0. Maldivas pasa a disputar la ronda de play-off II.

#### Tayikistán - Bangladés
| 2 de junio de 2016, 20:00 UTC+5        | Tayikistán                                                           | 5:0 (3:0) | Bangladés | Estadio Pamir, Dusambé                                 |                                                        |
|                                        | J. Ergashev 19' 30' · Umarbayev 33' · D. Ergashev 49' · Sharipov 72' | Reporte   |           | Asistencia: 8332 espectadores Árbitro(s): Hanna Hattab | Asistencia: 8332 espectadores Árbitro(s): Hanna Hattab |
| Jugador del partido: Jahongir Ergashev |                                                                      |           |           |                                                        |                                                        |

| 7 de junio de 2016, 16:30 UTC+6        | Bangladés | 0:1 (0:1) | Tayikistán | Estadio Nacional Bangabandhu, Daca                         |                                                            |
|                                        |           | Reporte   | Nazarov 8' | Asistencia: 800 espectadores Árbitro(s): Hussein Abo Yehia | Asistencia: 800 espectadores Árbitro(s): Hussein Abo Yehia |
| Jugador del partido: Nuriddin Davronov |           |           |            |                                                            |                                                            |

Tayikistán avanzó a la tercera ronda luego de ganar la serie con un marcador global de 6-0. Bangladés pasa a disputar la ronda de play-off II.

#### Malasia - Timor Oriental
| 2 de junio de 2016, 20:45 UTC+8              | Malasia                    | 3:0 (2:0) | Timor Oriental | Estadio Tan Sri Dato Hj Hassan Yunos, Johor Bahru         |                                                           |
|                                              | Bakri 16' 21' · Yahyah 85' | Reporte   |                | Asistencia: 3600 espectadores Árbitro(s): Kimura Hiroyuki | Asistencia: 3600 espectadores Árbitro(s): Kimura Hiroyuki |
| Jugador del partido: Mohd Amirul Hadi Zainal |                            |           |                |                                                           |                                                           |

| 6 de junio de 2016, 22:00 UTC+8              | Timor Oriental | 0:3 (0:1) | Malasia                              | Estadio Tan Sri Dato Hj Hassan Yunos, Johor Bahru (Malasia) |                                                       |
|                                              |                | Reporte   | Jones 16' · Bakri 58' · Chanturu 68' | Asistencia: 1145 espectadores Árbitro(s): Ho Wai Sing       | Asistencia: 1145 espectadores Árbitro(s): Ho Wai Sing |
| Jugador del partido: Mohd Amirul Hadi Zainal |                |           |                                      |                                                             |                                                       |

Malasia avanzó a la tercera ronda luego de ganar la serie con un marcador global de 6-0. Timor Oriental pasa a disputar la ronda de play-off II.

#### Laos - India
| 2 de junio de 2016, 18:30 UTC+7    | Laos | 0:1 (0:0) | India          | Nuevo Estadio Nacional de Laos, Vientián                  |                                                           |
|                                    |      | Reporte   | Lalpekhlua 55' | Asistencia: 1200 espectadores Árbitro(s): Omar Al Yaqoubi | Asistencia: 1200 espectadores Árbitro(s): Omar Al Yaqoubi |
| Jugador del partido: Sunil Chhetri |      |           |                |                                                           |                                                           |

| 7 de junio de 2016, 19:00 UTC+5:30   | India                                                                       | 6:1 (2:1) | Laos         | Estadio Atlético Indira Gandhi, Guwahati             |                                                      |
|                                      | Lalpekhlua 43' 74' · Passi 45'+1' · Jhingan 48' · Rafique 83' · Cardozo 87' | Reporte   | Sihavong 16' | Asistencia: 2500 espectadores Árbitro(s): Jansen Foo | Asistencia: 2500 espectadores Árbitro(s): Jansen Foo |
| Jugador del partido: Jeje Lalpekhlua |                                                                             |           |              |                                                      |                                                      |

India avanzó a la tercera ronda luego de ganar la serie con un marcador global de 7-1. Laos pasa a disputar la ronda de play-off II.

### Ronda de play-off II
| Fechas                    | Local ida      | Resultado global | Local vuelta | Ida   | Vuelta |
| ------------------------- | -------------- | ---------------- | ------------ | ----- | ------ |
| 6 de sep. - 11 de octubre | Maldivas       | 5 – 1            | Laos         | 4 - 0 | 1 - 1  |
| 6 de sep. - 10 de octubre | Bangladés      | 1 – 3            | Bután        | 0 - 0 | 1 - 3  |
| 8 y 11 de octubre         | Timor Oriental | 2 – 4            | China Taipéi | 1 - 2 | 1 - 2  |

#### Maldivas - Laos
| 6 de septiembre de 2016, 21:00 UTC+5 | Maldivas                                  | 4:0 (1:0) | Laos | Estadio Nacional de Fútbol de Maldivas, Malé           |                                                        |
|                                      | Fasir 15' · Ashfaq 62' 90'+3' · Niyaz 87' | Reporte   |      | Asistencia: 4700 espectadores Árbitro(s): Masaaki Toma | Asistencia: 4700 espectadores Árbitro(s): Masaaki Toma |
| Jugador del partido: Ali Ashfaq      |                                           |           |      |                                                        |                                                        |

| 11 de octubre de 2016, 18:00 UTC+7        | Laos         | 1:1 (0:0) | Maldivas      | Nuevo Estadio Nacional de Laos, Vientián                     |                                                              |
|                                           | Sihavong 80' | Reporte   | Nashid 90'+1' | Asistencia: 1200 espectadores Árbitro(s): Dmitrii Mashentsev | Asistencia: 1200 espectadores Árbitro(s): Dmitrii Mashentsev |
| Jugador del partido: Khonesavanh Sihavong |              |           |               |                                                              |                                                              |

Maldivas avanzó a la tercera ronda luego de ganar la serie con un marcador global de 5-1.

#### Bangladés - Bután
| 6 de septiembre de 2016, 19:00 UTC+6 | Bangladés | 0:0     | Bután | Estadio Nacional Bangabandhu, Daca                            |                                                               |
|                                      |           | Reporte |       | Asistencia: 5000 espectadores Árbitro(s): Charymurat Kurbanov | Asistencia: 5000 espectadores Árbitro(s): Charymurat Kurbanov |
| Jugador del partido: Hari Gurung     |           |         |       |                                                               |                                                               |

| 10 de octubre de 2016, 18:00 UTC+6     | Bután                            | 3:1 (2:0) | Bangladés | Estadio Changlimithang, Timbu                             |                                                           |
|                                        | Dorjee 4' · C. Gyeltshen 26' 76' | Reporte   | Islam 63' | Asistencia: 6120 espectadores Árbitro(s): Khurram Shahzad | Asistencia: 6120 espectadores Árbitro(s): Khurram Shahzad |
| Jugador del partido: Chencho Gyeltshen |                                  |           |           |                                                           |                                                           |

Bután avanzó a la tercera ronda luego de ganar la serie con un marcador global de 3-1.

#### Timor Oriental - China Taipéi
| 8 de octubre de 2016, 19:00 UTC+8  | Timor Oriental | 1:2 (1:2) | China Taipéi | Estadio Nacional de Kaohsiung, Kaohsiung (Taiwán)     |                                                       |
|                                    | Gama 5'        | Reporte   | Wu 8' 38'    | Asistencia: 2849 espectadores Árbitro(s): Võ Minh Trí | Asistencia: 2849 espectadores Árbitro(s): Võ Minh Trí |
| Jugador del partido: Wu Chun-Ching |                |           |              |                                                       |                                                       |

| 11 de octubre de 2016, 19:00 UTC+8 | China Taipéi                | 2:1 (1:0) | Timor Oriental | Estadio Nacional de Kaohsiung, Kaohsiung              |                                                       |
|                                    | Chen Y-W 10' · Chen H-W 75' | Reporte   | Oliveira 85'   | Asistencia: 1000 espectadores Árbitro(s): Kim Hee-Gon | Asistencia: 1000 espectadores Árbitro(s): Kim Hee-Gon |
| Jugador del partido: Chen Yi-Wei   |                             |           |                |                                                       |                                                       |

China Taipéi avanzó a la tercera ronda luego de ganar la serie con un marcador global de 4-2.